# Vom Hasen und dem Elefantenkönige

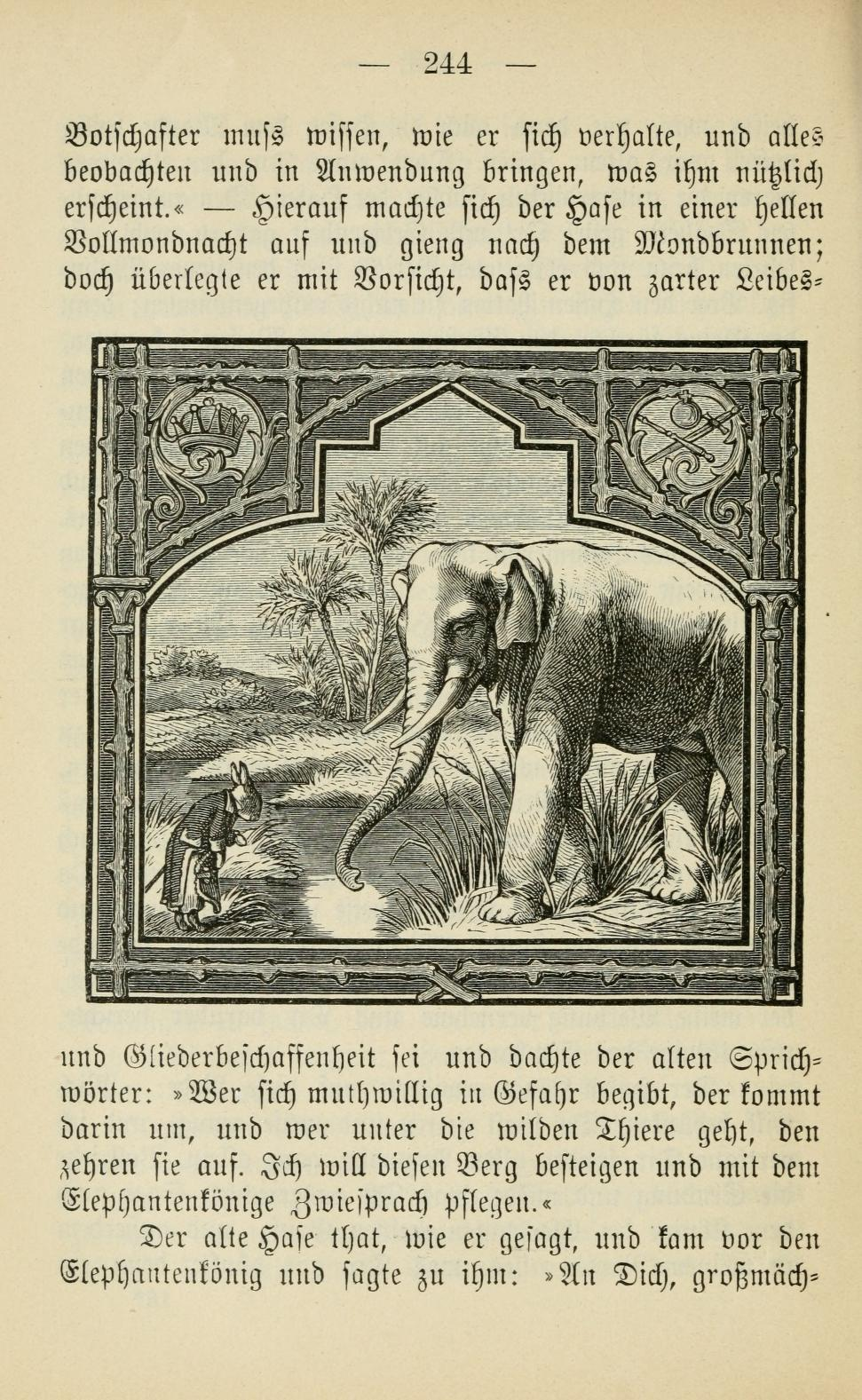
Illustration, 1890

Vom Hasen und dem Elefantenkönige (auch: Der Hase und der Elefantenkönig.) ist ein Märchen (AaTh 92 A). Es steht in Ludwig Bechsteins Neues deutsches Märchenbuch an Stelle 38 und stammt aus Antonius von Pforrs Das Buch der Beispiele der alten Weisen (Kap. 5: Der Elefantenkönig und der listige Hase).

## Inhalt
Die Vögel wollen den Adler zum gemeinsamen König wählen. Der Rabe redet dagegen: Besser als ein hochmütiger Herrscher sei einer, der sich raten lässt. Er erzählt die Geschichte von Hasen, denen Elefanten das Land zertrampeln. Des Hasenkönigs Botschafter macht dem Elefantenkönig weiß, der Mond zürne ihm: Er lässt ihn vom Mondbrunnen trinken, worauf das Spiegelbild des Mondes sich verzerrt. Der Elefantenkönig bereut.

## Herkunft
Erzähler ist der Rabe aus Nr. 37 Die Adler und die Raben, die Geschichte dient als Auftakt zur folgenden Nr. 39 Von einem Hasen und einem Vogel. Die ganze Sequenz stammt aus Antonius von Pforrs Das Buch der Beispiele der alten Weisen. Eingangsmotiv ist die Königswahl der Vögel, vgl. Grimms Der Zaunkönig, zum den Hasen heiligen Mond ferner Jorinde und Joringel.